# Красильников, Геннадий (спортсмен)
Геннадий Красильников (укр. Геннадій Красильников; род. 30 марта 1977) — украинский спортсмен, спортивный тренер, мастер спорта международного класса по тяжелой атлетике (1999), участник двух Олимпиад (Сидней-2000, Афины-2004). Призёр чемпионата Европы среди взрослых. Чемпион мира и Европы среди юниоров. Трехкратный чемпион мира среди студентов. Два раза устанавливал рекорды Украины, а один из них до сих пор не побит.

## Биография
Учился на отделении тяжёлой атлетики Харьковского областного высшего училища физической культуры и спорта.
В 2000 году на Олимпиаде в Сиднее в тяжелейшей весовой категории он занял девятое место. В 2002 году являлся студентом Национальной юридической академии имени Ярослава Мудрого. Выступил на чемпионате мира по тяжелой атлетике среди студентов и одержал победу, набрав на сумму 357,5 кг.
В июне 2004 года Геннадий Красильников побил рекорд Украины. Он в ходе двоеборья набрал 450 килограммов (205 + 245).
В 2004 году на Олимпиаде в Афинах занял четвёртое место. С 2014 года стал тренером.
Занимался эвакуацией людей из зоны проведения АТО на востоке Украины.
26 мая был задержан в Чугуеве Харьковской области за корректировку огня российских войск.

## Спортивные результаты
| Год  | Соревнование                         | Место проведения | Весовая категория | Рывок    | Толчок   | Сумма двоеборья | Место |
| 1996 | Чемпионат мира среди юниоров         | Варшава          | до 99 кг          | 155 кг   | 197,5 кг | 352,5 кг        | 2     |
| 1996 | Чемпионат Европы среди юниоров       | Прага            | до 99 кг          | 165 кг   | 197,5 кг | 362,5 кг        | 3     |
| 1997 | Чемпионат мира среди юниоров         | Кейптаун         | до 99 кг          | 165 кг   | 197,5 кг | 362,5 кг        | 1     |
| 1997 | Чемпионат Европы среди юниоров       | Севилья          | до 99 кг          | 162,5 кг | 205 кг   | 367,5 кг        | 1     |
| 1997 | Чемпионат Украины                    | Луганск          | до 108 кг         | 165 кг   | 210 кг   | 375 кг          | 2     |
| 1997 | Чемпионат мира                       | Чиангмай         | до 99 кг          | 165 кг   | 200 кг   | 365 кг          | 12    |
| 1998 | Чемпионат Украины                    | Донецк           | до 105 кг         | 177,5 кг | 212,5 кг | 390 кг          | 2     |
| 1999 | Чемпионат Европы                     | Ла-Корунья       | свыше 105 кг      | 197,5 кг | 235 кг   | 432,5 кг        | 4     |
| 1999 | Всеукраинские летние спортивные игры | Донецк           | свыше 105 кг      | 195 кг   | 237,5 кг | 432,5 кг        | 1     |
| 1999 | Чемпионат мира                       | Афины            | свыше 105 кг      | 197,5 кг | 242,5 кг | 440 кг          | 5     |
| 2000 | Чемпионат Украины                    | Скадовск         | свыше 105 кг      | 195 кг   | 237,5 кг | 432,5 кг        | 1     |
| 2000 | Олимпийские игры                     | Сидней           | свыше 105 кг      | 190 кг   | 230 кг   | 420 кг          | 9     |
| 2001 | Чемпионат мира среди студентов       | ?                | свыше 105 кг      | 172,5 кг | 215 кг   | 387,5 кг        | 2     |
| 2002 | Чемпионат мира среди студентов       | ?                | до 105 кг         | 160 кг   | 197,5 кг | 357,5 кг        | 1     |
| 2004 | ?                                    | Чернигов         | свыше 105 кг      | 205 кг   | 245 кг   | 450 кг NR       | 1     |
| 2004 | Олимпийские игры                     | Афины            | свыше 105 кг      | 200 кг   | 240 кг   | 440 кг          | 4     |
| 2005 | Чемпионат Европы                     | София            | свыше 105 кг      | 197,5 кг | 240 кг   | 437,5 кг        | 4     |
| 2005 | Чемпионат Украины                    | Николаев         | свыше 105 кг      | 182 кг   | 217 кг   | 399 кг          | 3     |